# Varga Péter (labdarúgó, 1897)
Varga Péter (Budapest, 1898. május 2. – Kispest, 1941. november 14.) válogatott labdarúgó, kapus. Az első kispesti labdarúgó, aki a válogatottban szerepelt.

## Pályafutása

### Klubcsapatban
A Kispesti AC labdarúgója volt. Tagja volt az 1919–20-as idényben bajnoki ezüstérmet szerzett csapatnak. Remek ütemérzékű, biztos kezű kapus volt, akit jó helyezkedés jellemzett.

### A válogatottban
1918. április 14-én a mérkőzést betegség miatt lemondó Plattkó Ferenc helyett került a kezdőcsapatba az osztrákok ellen, ahol 2–0-s magyar győzelemmel született. 1918 és 1921 között négy alkalommal védett a magyar labdarúgó-válogatottban.

## Sikerei, díjai
- Magyar bajnokság
  - 2.: 1919–20

## Statisztika

### Mérkőzései a válogatottban
| Magyarország | Magyarország      | Magyarország                    | Magyarország | Magyarország | Magyarország | Magyarország | Magyarország | Magyarország |
| #            | Dátum             | Helyszín                        | Hazai        | Eredmény     | Vendég       | Kiírás       | Gólok        | Esemény      |
| ------------ | ----------------- | ------------------------------- | ------------ | ------------ | ------------ | ------------ | ------------ | ------------ |
| 1.           | 1918. április 14. | Budapest, Hungária körúti pálya | Magyarország | 2 – 0        | Ausztria     | barátságos   | -            |              |
| 2.           | 1918. május 12.   | Budapest, Hungária körúti pálya | Magyarország | 2 – 1        | Svájc        | barátságos   | -            |              |
| 3.           | 1920. május 2.    | Bécs, WAC-Platz                 | Ausztria     | 2 – 2        | Magyarország | barátságos   | -            |              |
| 4.           | 1921. április 24. | Bécs, Simmering-pálya           | Ausztria     | 4 – 1        | Magyarország | barátságos   | -            |              |
|              | Összesen          |                                 |              | 4            | mérkőzés     |              | 0            | gól          |